# Le bon bock
Le bon bock è un dipinto del pittore francese Édouard Manet, realizzato nel 1873 e conservato al Philadelphia Museum of Art.

## Descrizione
Le bon bock, titolo traducibile in italiano come «Il buon boccale di birra», raffigura l'apprezzato incisore Emile Bellot mentre siede a un tavolino del Café Guerbois, abituale rendez vous degli Impressionisti. L'uomo, dalla fisionomia corpulenta e compatta, si sta fumando saporitamente una pipa, veste un fazzoletto bianco al collo e un gilet che a stento contiene la sua pancia prorompente e presenta le gote infiammate: con la mano sinistra, infine, regge un boccale di buona birra, che dà il nome alla composizione.
Le bon bock, portato a termine nel 1873 ed esposto al Salon dello stesso anno, suscitò inaspettatamente molti ed elogi da parte della critica: lo stile classicheggiante e meno compendario dell'opera, infatti, finì per assecondare i gusti della giuria e del pubblico accademico, che non solo la accettò, ma finì persino per apprezzarla. Per lo stesso motivo, tuttavia, il dipinto non piacque agli Impressionisti, i quali considerarono Le bon bock non all'altezza del maestro e, anzi, la interpretarono come uno sterile patteggiamento con i gusti del pubblico. Nonostante il successo Manet fu ugualmente scoraggiato, in quanto comprese che - al di là degli sforzi - le sue opere avrebbero suscitato consensi solo se avessero aderito al gusto ufficiale.
L'opera, che risente della fattura vivace e nervosa dei dipinti dell'olandese Frans Hals, fu acquistata per seimila franchi dal baritono Faure. Il dipinto è stato al centro di un episodio molto curioso: un periodico francese, infatti, aveva erroneamente annunciato che si era fatto avanti un acquirente disposto a pagare ben 120.000 franchi per l'opera. Manet, recatosi in redazione, avrebbe chiesto apertamente al giornalista autore dell'articolo di «dare un nome a quel pazzo che voleva pagare il suo quadro 120.000 franchi».